# Сан-Франсиско-Чинамека
Сан-Франсиско-Чинамека (исп. San Francisco Chinameca) — муниципалитет в департаменте Ла-Пас на западе Сальвадора.
Территория — 40,52 км².  Население — 7 387 чел. (2014).
Этимология части названия восходит к доколумбовой эпохе — «чинамека», означает «соломенный дом». Город находится примерно в 22 км от Сан-Сальвадора. Расположен на высоте 700 метров над уровнем моря. Граничит на западе с Сан-Мигель-Тепесонтес и Сан-Антонио-Масауат, на юге — с Тапальуака и Куюльтитан, на востоке — с Олокуильта, на севере с озером Илопанго и Сантьяго-Teксакуаньос.
Муниципалитет делится на четыре городских района (барриос) — Сан-Франсиско, Эль-Кальварио, Канделария, Эль-Росарио и пять сельских кантонов (кантонес) — Сан-Хосе-де-ла-Монтанья, Санта-Крус-Ла-Веха, Канделария, Сан-Антонио-Панчимилама, Консепсьон-Лос-Планес.
В самом центре города находятся мэрия, небольшой парк, приходская церковь Святого Франциска Ассизского, давшая первую часть названия муниципалитета. В районе Эль-Кальварио — клиника, образовательный центр им. Клаудии Ларс, Голгофская церковь и муниципальное кладбище.
В XVIII веке город входил в состав департамента Сан-Сальвадор. Торжества в честь святого покровителя муниципалитета — святого Франциска Ассизского длятся с 1 по 5 октября.